# Museo Solar Monjardim

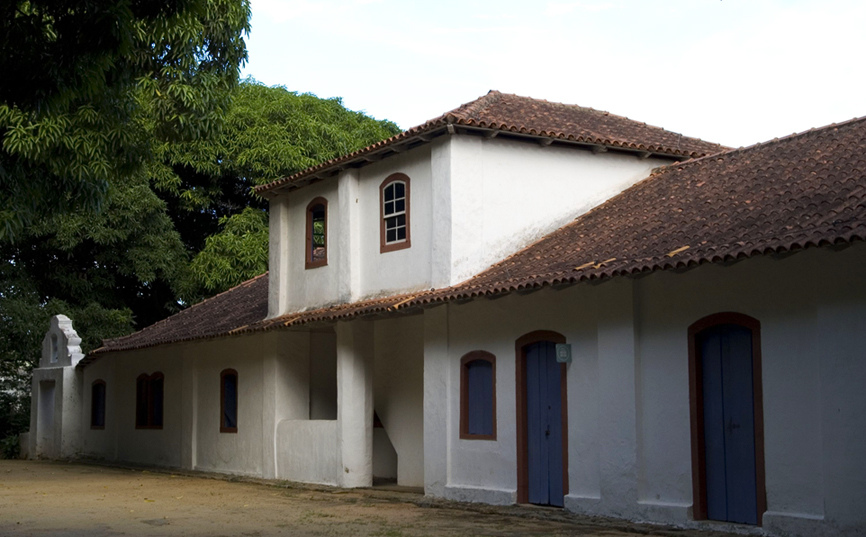
Fachada del Museo Solar Monjardim.

El Museo Solar Monjardim (MSM) es un museo público histórico brasileño acogido en el Solar Monjardim, en el barrio de Jucutuquara, en la ciudad de Vitoria, Espírito Santo. Actualmente, el museo es una de las instituciones federales administradas por el Instituto Brasileño de Museos (Ibram).

## Instalaciones y acervo
El solar del siglo XVIII es considerado como de más antigua construcción rural particular del periodo colonial capixaba, habiendo sido sede de la hacienda Jucutuquara. La gran casa posee once cuartos, tres salones, capilla dedicada Nuestra Señora de Carmen, cocina de piso de color de ladrillo y un largo balcón . En construcciones anexas quedaban establecimientos de industrias caseras y alojamiento de esclavos domésticos. Su acervo contiene más de dos mil piezas, entre muebles, piezas de arte sacra y utensilios domésticos y es direccionado para reconstituir una residencia rural de familia abastada el siglo XIX.

## Histórico
La hacienda Jucutuquara era propiedad de los padres de la Compañía de Jesús. Con la expulsión de los jesuitas, la hacienda fue adquirida por el comerciante Gonçalo Pereira Pinto. Sus tierras iban del cerro de la Capixaba a la Punta de Tubarão, producían harina de yuca y posteriormente café.
En el inicio del siglo XIX era propiedad del capitán-mor Francisco Pinto Hombre de Azevedo, que reconstruyó la casa. Su hija y heredera, Ana Francisca de Paula, nacida en 1797, se casó con el coronel José Francisco de Andrade y Almeida Monjardim, cuyo hijo, Alfeu Adolfo Monjardim de Andrade y Almeida sería agraciado con el título de Barón de Monjardim y electo presidente de la provincia de Espírito Santo en 1891. La familia Monjardim mantuvo el inmóvil por 150 años hasta 1940, cuando el edificio fue tomado como patrimonio nacional.

### Museo Capixaba: 1939-1964
En 25 de octubre de 1940, la residencia es tomada como patrimonio histórico por el Servicio del Patrimonio Histórico y Artístico Nacional (actual Instituto del Patrimonio Histórico y Artístico Nacional - Iphan) y en 1942, el conjunto fue alquilado al gobierno del Estado del Espíritu Santo. En 1952, el Solar pasó a abrigar el acervo del antiguo Museo Capixaba, que funcionaba desde 1939 y era hasta entonces acogido en el antiguo Cuartel de la Policía Militar, en la actual Plaza Misael Pena, en el centro de la ciudad. El acervo del Museo Capixaba fue proveniente de colecciones del Instituto Histórico y Geográfico de Espírito Santo y también del acervo de Olinto Aguirre.

### Museo de Arte e Historia de la Ufes: 1966-1969
El Museo Capixaba funcionó hasta 1964, cuando se dio el inicio del proceso de transferencia del museo para la Universidad Federal de Espírito Santo (Ufes), que fue concretizada en 1966. Ese mismo año, el edificio recibió el acervo del Museo de Arte Religioso del Espírito Santo (que funcionaba en la Capilla de Santa Luzía desde 1945) pasando a ser conocido como Museo de Arte e Historia de la Ufes, que funcionó hasta 1969.

### Museo Solar Monjardim: desde 1980

#### Ufes: 1980-2001
En 1978 ocurrió la desapropiación definitiva del edificio del Solar, en favor de Ufes. En 1980, después de obras de recuperación, el museo fue recualificado y renombrado por la entonces Fundación Nacional Pro-Memoria y reabierto con el nombre de Museo Solar Monjardim. En 1981 el inmóvil fue donado por Ufes al Iphan.

#### Iphan: 2001-2009 y Ibram: desde 2009
En octubre de 2001 la administración pasó de Ufes para la gestión del Departamento de Museos del Iphan (Demu), que en 2006 realizó obras de restauro del Solar además de tratamiento del paisaje y la construcción de un anfiteatro. A partir de 2009, pasó a ser administrado por el Ibram, una nueva autarquía que surgió a partir de la escisión del antiguo Demu, siendo el único museo federal en Vitória vinculado al Ministerio de la Cultura.